# الحرابي
قرية الحرابي هي إحدى القرى التابعة لمركز الضبعة في محافظة مطروح في جمهورية مصر العربية. حسب إحصاءات سنة 2018، بلغ إجمالي السكان في الحرابي 776 نسمة، منهم 394 رجل و 382 امرأة.